# Jörg Hertel
Jörg Hertel (* 30. September 1962 in Schlema) ist ein deutscher Fotograf, Reise-Autor, Publizist und Gitarrist. Er ist in Leipzig zuhause.

## Leben
Jörg Hertel absolvierte nach dem Schul-Abschluss von 1979 bis 1981 eine Lehre zum Instandhaltungsmechaniker. Von 1982 bis 1986 war er als Friedhofsgärtner und Totengräber tätig, von 1984 bis 1986 folgte ein Studium der kirchlichen Jugendsozialarbeit in Potsdam (ohne Abschluss). 1991 bis 1993 absolviert er eine Ausbildung zum Gestaltungs-Sozialtherapeuten.
Von 1979 bis 1991 war Hertel als Liedermacher, Texter und Gitarrist aktiv im Studio und auf der Bühne. 1987 hatte er seine erste von inzwischen zahlreichen Veröffentlichungen in Zeitschriften und Anthologien. Ab 1991 verwirklichte Hertel verschiedene künstlerische Projekte: Rockmusik mit Thomas Ihl, musikalisch-literarisches Solo-Programm, "Klangbilder" (Musik-Bild-Installation), "Little Big Noise OHRchestra" (Müll-Art-Musik). Auch war er als Komponist und Musiker einer freien Theatergruppe tätig. 1994 begann er als freiberuflicher Dozent für Musiktherapie und Wahrnehmungstraining und gab Kurse, Unterricht, Seminare. Im gleichen Jahr verwirklichte er das internationale Hörprojekt "Lange Ohren – Die Osterinsel", und es folgten die ersten mehrmonatigen Reisen in den Südpazifik.
Damit entdeckte Hertel endgültig seine Leidenschaft für ausgedehnte Fernreisen – und er fand seinen Weg, das Hobby zum Beruf und Broterwerb zu machen. Jörg Hertel begann, sich als Reise-Reporter zu betätigen: Er fotografiert ausführlich auf seinen Reisen und bietet kurz nach seiner Heimkehr Reisevorträge von 60 bis 120 Minuten Länge an. Dabei erweitert er unterhaltsam den Horizont seines Publikums in/auf Museen, Kulturhäusern, Jugendclubs, Seminaren, Firmenfeiern, Kureinrichtungen, Buchhandlungen, Bibliotheken, Reisebüros, Kreuzfahrten und Messen; auch veröffentlicht er thematisch passende Bücher sowie CDs und gestaltet Foto-Ausstellungen.
Nach 20 Jahren als „Berufsreisender“ bietet Jörg Hertel aktuell (2014) Reise-Vorträge zu folgenden Themen, Regionen und Ländern an (Auswahl): Osterinsel, Mit dem Frachtschiff durch die Südsee, Tahiti, Hawai'i, Neuseeland, Hong Kong, New York, Moskau, Buenos Aires, Montevideo, Mexiko-Stadt, Panama-Stadt, Patagonien, Feuerland, Chile, Nepal, Von Kathmandu zum Himalaya, Expedition Kanada – Grönland – Island, Santorin, Malta, Die Azoren sowie Himmelsgebilde und Küstengestade – An den Rändern dieser Welt.

## Veröffentlichungen (Auswahl)
- Jörg Hertel: Meine Osterinsel – Abenteuer, Traum und Wirklichkeit am entlegensten Platz der Welt. Antonym, Leipzig 1999, ISBN 3-9805783-4-8.
- Klänge von der Oster-Insel – Gesänge, Naturgeräusche, Stimmen. The mystic of Rapa Nui – original sound recordings by Jörg Hertel. Hamburg 1997, 1 CD + Beiheft (8 S.)[3]